# 雑司が谷旧宣教師館
雑司が谷旧宣教師館（ぞうしがやきゅうせんきょうしかん）は、1907年（明治40年）にアメリカ人宣教師のジョン・ムーディー・マッケーレブが自らの居宅として、現在の東京都豊島区に建築した住宅。旧マッケーレブ邸とも呼ばれる。
豊島区に現存する最古の近代木造洋風建築で、東京都指定有形文化財。正式名称は「東京都豊島区立雑司が谷旧宣教師館」である。

## 概要
建物は木造二階建てで、下見板張りにペンキを塗った外観（カーペンターゴシック様式）を持つ。屋根は3面に破風板を付けた切妻である。1階と2階に各3室を備える。
キリスト教による青年教育を志したマッケーレブは当初目白台に学校を開こうとしたが、隣接地の日本女子専門学校（現・日本女子大学）から懸念を示され、代替地として雑司が谷の土地を得て学校「雑司ヶ谷学院」を建設し、その敷地の一角にこの邸宅が建てられた。
1907年の建築後はマッケーレブの住居のほか、布教や教育活動の拠点としても使用された。マッケーレブの居住当時は1階は食堂・リビング・教会事務室に、2階は寝室に用いられた。しかし1923年（大正12年）の関東大震災で学院は大きな被害を受けて閉鎖となり、1928年に学院の建物を売却の上新たに幼稚園が設立された。この際土地も一部を売却したため、宣教師館は曳家で移動している。1941年（昭和16年）にマッケーレブは戦争の影響により帰国した。
戦後、豊島区が1982年（昭和57年）に取得し、1987年（昭和62年）に区の登録有形文化財となる。区による調査や保存のための修理が行われた後、1989年（平成元年）1月より一般に公開されている。
区による一般公開後は、1階に宣教師マッケーレブの日本での活動や生活の紹介の展示がなされている。同階の児童図書コーナーでは、大正時代の『赤い鳥』（復刻版）などの児童図書が閲覧できる。2階は、雑司が谷における近代の文化活動を紹介する展示となっている。

## 住所
東京都豊島区雑司が谷1丁目25-6

## アクセス
- 東京メトロ有楽町線東池袋駅もしくは護国寺駅より徒歩10分
- 東京メトロ副都心線雑司が谷駅より徒歩10分
- 都電荒川線雑司が谷駅より徒歩7分、鬼子母神前駅より徒歩10分
- 東京都営バス雑司が谷霊園入口より徒歩7分

## 開館日
- 月曜、第3日曜、国民の祝日の翌日、年末年始を除き毎日開館
- 開館時間　9:00～16:30
- 料金　無料

## 近隣の施設
- 日本キリスト教会東京主僕教会
- 雑司ヶ谷霊園